# Nota (musica)
Una nota, nella notazione musicale, è un segno grafico usato per rappresentare un suono. Nella musica colta moderna occidentale, le note sono scritte sul pentagramma in modo da indicare contemporaneamente l'altezza e la durata del suono. Entrambe possono essere espresse da un unico segno o possono richiedere segni aggiuntivi: le alterazioni, che modificano l'altezza, i punti e le legature di valore, che incidono invece sulla durata.

## Storia
Gli antichi non conoscevano una notazione musicale propriamente detta, limitandosi a indicare i suoni della scala diatonica con le prime lettere dell'alfabeto.
Nel Medioevo, a causa della crescente difficoltà nel memorizzare melodie sempre più lunghe e articolate, nacque l'esigenza di "notare" sopra il testo da cantare alcuni segni (detti neumi) che aiutassero i cantori a ricordare la direzione (ascendente o discendente) della linea melodica. Da questi embrionali aiuti mnemonici nacque a poco a poco la moderna notazione, le cui tappe storiche fondamentali sono l'introduzione del tetragramma (attribuita a Guido d'Arezzo durante la sua permanenza presso l'Abbazia di Pomposa), e la scrittura delle durate, (inventata da Francone da Colonia) ottenuta proporzionalmente, cioè non indicando la durata effettiva della nota, ma la durata di essa in proporzione alle altre dello stesso brano.
Oggi le note hanno l'aspetto di un cerchietto vuoto o pieno, su cui si innesta un gambo (piccola asticella segnata sotto o sopra la nota) e le eventuali code, utilizzate per segnare i valori più piccoli (cioè le durate più brevi).
I nomi delle note in uso nei paesi latini risalgono all'XI secolo, la definizione del criterio e la definizione del nome sono attribuite a Guido d'Arezzo; corrispondono alle sillabe iniziali dei primi sei versetti dell'inno Ut queant laxis, composto dal monaco storico e poeta Paolo Diacono:
(Inno a San Giovanni)
Tale inno è preso dalla liturgia dei primi vespri della festa della natività di San Giovanni Battista, anticamente considerato patrono dei musicisti. Successivamente fu sostituito dall'introduzione del culto di Santa Cecilia.
Nel XVI secolo la settima nota riceve il suo nome definitivo (si, dalle iniziali di Sancte Iohannes) e nel XVII secolo in Italia la nota ut viene sostituita con il nome attuale do, da una proposta del musicologo Giovanni Battista Doni: formalmente la sillaba venne considerata difficile da pronunciare e sostituita da quella iniziale di Dominus, il Signore, benché alcuni affermino che la nota do fosse da lui presa dalla prima parte del suo cognome Doni.

## Le note
Le note musicali della scala diatonica sono sette:
do · re · mi · fa · sol · la · si
Le note corrispondenti a suoni che hanno frequenza pari a una potenza intera (positiva o negativa) di due rispetto alle altre sono simili: l'intervallo determinato da queste note è detto ottava. Di conseguenza sono comunemente chiamate con lo stesso nome. Pertanto, per identificare una nota in modo univoco si deve indicare anche l'ottava di appartenenza.
Se consideriamo la scala cromatica, ci sono altri suoni che si ottengono abbassando o alzando di un semitono le 7 note diatoniche mediante bemolle (♭) e diesis (♯).
| Nome            | prima |     | seconda |     | terza | quarta |      | quinta |      | sesta |     | settima |
| --------------- | ----- | --- | ------- | --- | ----- | ------ | ---- | ------ | ---- | ----- | --- | ------- |
| Naturali        | do    |     | re      |     | mi    | fa     |      | sol    |      | la    |     | si      |
| Diesis          |       | do♯ |         | re♯ |       |        | fa♯  |        | sol♯ |       | la♯ |         |
| Bemolle         |       | re♭ |         | mi♭ |       |        | sol♭ |        | la♭  |       | si♭ |         |
| Varianti        | ut    |     | -       |     | -     | -      |      | so     |      | -     |     | ti      |
| Anglosassoni    | C     |     | D       |     | E     | F      |      | G      |      | A     |     | B       |
| Diesis (testo)  |       | Cis |         | Dis |       |        | Fis  |        | Gis  |       | Ais |         |
| Bemolle (testo) |       | Des |         | Es  |       |        | Ges  |        | As   |       | Bes |         |
| Tedesche        | C     |     | D       |     | E     | F      |      | G      |      | A     | B   | H       |

### La notazione letterale

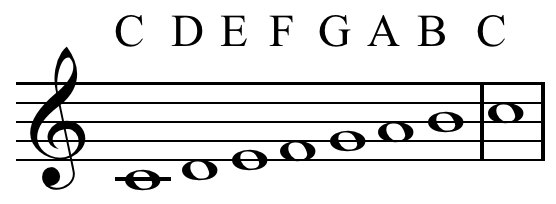
Scala di Do maggiore ascendente in notazione letterale

Anticamente si usava una notazione di origine greca che utilizzava le lettere dell'alfabeto. Tale notazione è ancora in uso nei paesi di lingua inglese:
A = la · B = si · C = do · D = re · E = mi · F = fa · G = sol
La notazione letterale è tuttora in uso anche nei paesi di lingua germanica e di area mitteleuropea (p. es. in Repubblica Ceca); nei paesi di lingua tedesca la lettera B indica solo il si bemolle, mentre H viene usata per il si naturale: in origine si usava solo la lettera B (minuscola: b). La differenziazione è stata causata dal sistema esacordale; nell'esacordo molle (cioè quello col si bemolle) il b era scritto con l'occhiello rotondo, mentre per l'esacordo duro (quello col si naturale) si scriveva con l'occhiello quadrato. Col tempo, il b quadrato perse il tratto orizzontale alla base e fu confuso con la lettera h, a causa della grande somiglianza dei due simboli.

## Suoni omofoni
I suoni omofoni (o omologhi) sono suoni che grazie alle alterazioni, possono essere espressi da note di diverso nome, pur restando i medesimi. Un suono di DO, infatti, può essere indicato graficamente con un SI♯: nel nostro sistema temperato equabile, chi lo leggerà produrrà sul suo strumento il medesimo suono (es. sul pianoforte premerà il medesimo tasto sia per il DO che per il SI♯)).
Ogni suono, ad eccezione del sol♯ poiché si trova al centro del tritono (fa e si), può esser chiamato e notato in tre modi. Ecco l'elenco di suoni omofoni:
| Omofono | Omofono | Nota principale | Omofono | Omofono |
| ------- | ------- | --------------- | ------- | ------- |
| ---     | si♯     | do              | ---     | re𝄫     |
| si 𝄪    | ---     | do♯             | re♭     | ---     |
| do 𝄪    | ---     | re              | ---     | mi𝄫     |
| ---     | ---     | re♯             | mi♭     | fa𝄫     |
| re 𝄪    | ---     | mi              | fa♭     | ---     |
| ---     | mi♯     | fa              | ---     | sol𝄫    |
| mi 𝄪    | ---     | fa♯             | sol♭    | ---     |
| fa 𝄪    | ---     | sol             | ---     | la𝄫     |
| ---     | ---     | sol♯            | la♭     | ---     |
| sol 𝄪   | ---     | la              | ---     | si𝄫     |
| ---     | ---     | la♯             | si♭     | do𝄫     |
| la 𝄪    | ---     | si              | do♭     | ---     |

## Note e frequenze

Frequenza rispetto alla posizione sul pentagramma. Ogni nota ha una frequenza volte maggiore della precedente.

## Le note sul pentagramma

Le note musicali sul pentagramma di una scala diatonica di do maggiore in chiave di violino, scritte come semiminime.

Le parti di una nota:
1. La coda
2. Il corpo
3. La testa.